# دائرة ذراع بن خدة
دائرة ذراع بن خدة إحدى دوائر ولاية تيزي وزو.
مقرها ذراع بن خدة.
تبلغ مساحتها 172.225 كم² يقطنها 89917 نسمة (أي بكثافة سكانية تقدر بـ 522 نسمة /كم²).
وتضم كل من بلديات :
- ذراع بن خدة
- تادمايت
- سيدي نعمان
- ترمتين

## النوادي
يضم إقليم دائرة ذراع بن خدة العديد من نوادي كرة القدم، منها:
1. شباب تادمايت

## مواضيع ذات صلة
- دوائر ولاية تيزي وزو
- بلديات ولاية تيزي وزو